# مارتن ميخائيل جونسون
مارتن ميخائيل جونسون هو قسيس كندي، ولد في 18 مارس 1899 في تورونتو في كندا، وتوفي في 29 يناير 1975 في فانكوفر في كندا.